# Grafschaft Valois

Provinzen Frankreichs (1477). Das Valois dunkelblau im Norden.

Die Grafschaft Valois (Pagus Vadensis) ist vor allem deswegen bekannt, weil nach ihr die kapetingische Nebenlinie, das Haus Valois, benannt wurde, die von 1328 bis 1589 die Könige von Frankreich stellte. Hauptort der Grafschaft war Crépy-en-Valois.
Grafen von Valois gab es seit dem 9. Jahrhundert. Durch Erbschaft ging die Grafschaft 1077 an die Grafen von Vermandois, eine Nebenlinie der Karolinger, die sie wiederum an einen jüngeren Sohn aus dem Haus der Kapetinger vererbten.
Als die Grafschaft dann im Besitz der königlichen Familie war, wurde sie mehrfach als Paragium an Familienmitglieder gegeben; aus einer dieser Vergaben entwickelte sich dann das Haus Valois.
König Philipp VI., der erste Valois-König, erhob die Grafschaft 1344 zur Pairie, sein Nachkomme König Ludwig XII. zum Herzogtum, und dessen Nachfolger Franz I. fügte sie schließlich der Domaine royal hinzu.

## Grafen von Valois
- Ermenfroi, vor 895/919 Graf von Amiens, Vexin und Valois
- Raoul I. (Raoul de Gouy), † 926, 915 Graf, wohl Graf von Ostervant, 923 Graf von Amiens, Valois und Vexin, Schwager oder Schwiegersohn Ermenfrois (Erstes Haus Valois)
- Raoul II. (Raoul de Cambrai), X 944, Graf von Valois, Amiens und Vexin, Sohn Raouls
- Gautier (Walterius) I., † 992/998, 965 Graf von Valois, Amiens und Vexin, wohl Sohn Raouls I.
- Gautier II. le Blanc, nach 998/1017 bezeugt, Graf von Valois, Amiens und Vexin, 1017 Graf von Mantes, Sohn Gautiers I.
- Raoul III., † 1060, Graf von Amiens und Valois, wohl auch Graf von Crépy, Sohn Gautiers II.
- Raoul IV., † 1074, Graf von Valois, Crépy und Vitry, 1064 Graf von Amiens und Vexin, Vogt (avoué) von Saint-Denis, Jumièges, Saint-Wandrille, Saint-Pierre in Chartres und Saint-Arnoul in Crépy, Sohn Raouls II.
- Simon, 1069 bezeugt, † 1080, Graf von Amiens, Valois, Montdidier, Bar-sur-Aube, Vitry und Vexin, Sohn Raouls III.
- Adèle, Gräfin von Valois; ⚭ vor 1068 Heribert IV., Graf von Vermandois, 1077 Graf von Valois (Karolinger)

Im Jahr 1077 ging Simon ins Kloster, seine Besitzungen wurden verteilt. Valois ging an seinen Schwager Heribert IV. von Vermandois, Amiens das Bistum Amiens, und das Vexin an den König, der es mit dem Herzog der Normandie teile. Bar-sur-Aube und Vitry wurden von Theobald III. von Blois besetzt.
- ab 1077: Heribert IV., Graf von Valois, seit 1045 Graf von Vermandois (Karolinger)
- Odo genannt l'Insensé († nach 1085), Sohn des vorigen
- Adelheid († 1120/24) Gräfin von Vermandois und Valois, Schwester des vorigen, verheiratet mit
- 1080–1101: Hugo von Vermandois (1057–1101), Graf von Vermandois und Valois (Kapetinger)

## Grafen von Valois aus demHaus Frankreich-Vermandois(Kapetinger)
- Hugo I. (Hugues I.) (1087–1101), Ehemann Adélaides, jüngerer Sohn des französischen Königs Heinrich I., Graf von Vermandois und Valois
- Rudolf I. (Raoul I. le Vaillant) (1102–1152), Graf von Vermandois, Valois, Amiens und Crépy, Seneschall von Frankreich 1131–1152, 1147 Regent von Frankreich
- Hugues II. le Moine (hl. Felix von Valois) (1152–um 1160), Graf von Vermandois etc., verzichtet
- Rudolf II. der Aussätzige (um 1160–1167), Graf von Vermandois etc.
- Mabile (1167–1183), Gräfin von Vermandois etc.
- Philipp von Elsaß, Ehemann Mabiles, (1167–1191)
- Eleonore (1191–1214), Gräfin von Vermandois, Valois und Saint-Quentin

## Grafen von Valois als paragierte Grafschaft
- 1269–1270: Johann von Damiette, Sohn König Ludwigs IX.
- 1286–1325: Karl I. von Valois († 1325), Sohn König Philipps III., Gründer des Hauses Valois
- 1325–1328: Philipp von Valois, dessen Sohn, als Philipp VI. 1328 König von Frankreich

1344 wurde die Grafschaft Valois zur Pairie erhoben.
- 1344–1375: Philipp (1336–1375), dessen Sohn, Herzog von Orléans, Graf von Valois
- 1392–1407: Ludwig I. (1372–1407), Sohn Karls V., Herzog von Orléans, Graf von Anjou
- 1407–1465: Karl (1394–1465), dessen Sohn, Herzog von Orléans, Graf von Anjou
- 1465–1498: Ludwig II. († 1515), dessen Sohn, als Ludwig XII. König von Frankreich

Ludwig XII. erhob Valois zum Herzogtum und gab es seinem Verwandten Franz von Angoulême, dem späteren König Franz I., der das Herzogtum schließlich in die Domaine royal übernahm.

## Herzöge von Valois
- Franz von Orléans, † 1547, 1514 Herzog von Valois, 1515 als Franz I. König von Frankreich
- Jeanne de Valois, † wohl 1520, dessen Tante, 1516 Herzogin von Valois,
- Margarete von Valois, † 1615, 1599 Herzogin von Valois